# فريدريش هيلدبراندت
فريدريش هيلدبراندت (بالألمانية: Friedrich Hildebrandt)‏ (و. 1898 – 1948 م) هو سياسي ألماني، كان عضوًا في الحزب النازي، كان عضوًا في شوتزشتافل، توفي في لاندسبرغ إم لش، عن عمر يناهز 50 عاماً، بسبب شنق.

## مناصب
تولى منصب عضو مجلس النواب الألماني للجمهورية فايمار
- عضو مجلس النواب الألماني من ألمانيا النازية

.

## الخدمة العسكرية
خدم في مشاة.

## جوائز
حصل على جوائز منها:

شارة الحزب الذهبية

## روابط خارجية
- فريدريش هيلدبراندت على موقع مونزينجر (الألمانية)